# Matt Parkman
Matt Parkman, all'anagrafe Matthew, è un personaggio della serie televisiva Heroes, interpretato da Greg Grunberg e doppiato da Pasquale Anselmo.

## Biografia

### Prima stagione - Volume uno: Genesi
Matt Parkman è un poliziotto del Dipartimento di Polizia di Los Angeles che un giorno scopre di essere telepatico. Una mattina viene inviato nel luogo di un terribile omicidio: un'intera famiglia massacrata da un pericoloso killer di nome Sylar, che lascia un biglietto da visita inconfondibile quanto inquietante: lascia almeno una vittima con il cranio scoperchiato e il cervello asportato. Nella casa non trovano la figlia della coppia, che credono che il killer abbia rapito, ma Matt, sentendo i suoi pensieri, la ritrova rannicchiata in un armadietto e in seguito lo stesso Matt la salverà da un tentativo di rapimento da parte di Sylar.
Tornato a casa dalla moglie, sente anche i suoi pensieri e, dopo una lite, va a bere in un pub dove sviene per avervi sentito i pensieri di tutti i presenti, tranne quelli di uno strano ragazzo di colore (l'Haitiano). Quando si risveglia, vede lo strano ragazzo e il suo capo (Noah Bennet) che lo hanno rapito e lo stanno analizzando. Successivamente questi gli cancellano gli ultimi due giorni dalla mente e gli lasciano uno strano segno sul collo. Un giorno, uscendo per comprare del gelato, Matt sente i pensieri di un ragazzo che vuole rapinare il supermercato in cui si trovano e parlandogli riesce a farlo desistere dai suoi propositi. Il ragazzo consegna a Matt la pistola e Matt sviene quando cerca di calmare i presenti, che lo credono un rapinatore drogato. Il mattino seguente Matt cerca di parlare del suo potere alla moglie, ma desiste pensando che possa spaventarsi. Al lavoro intanto, Audrey scopre una probabile vittima di Sylar con bruciature a partire dalle ossa. Scoprono invece che si tratta di Ted Sprague, un uomo dai poteri radioattivi che ha fatto ammalare di cancro la moglie. Per aiutarlo, Matt non può fare altro se non fargli da tramite con la moglie in coma, che muore subito dopo. Ted viene arrestato come terrorista dall'FBI, e in quell'occasione scopre che il suo ex partner ha una relazione con sua moglie e se ne va dopo avergli tirato un pugno, apparentemente senza motivo. Per questo Matt avrà un taglio mensile dello stipendio. Il giorno seguente, Matt e Audrey parlano del rapporto fra lui e la moglie mentre si recano alla Union Wells High School per indagare sull'omicidio di una cheerleader di nome Jackie Wilcox: anche stavolta il cranio è aperto, ma il cervello è misteriosamente ancora al suo posto. Nelle vicinanze è stato ritrovato un ragazzo di New York, Peter Petrelli, coperto di sangue, che dalle analisi risulta essere il suo. Cercando di leggergli il pensiero, oltre che a sentire un fischio dovuto a un involontario tentativo di lettura del pensiero da parte di Peter, scopre che in realtà l'obiettivo di Sylar era l'altra cheerleader che si è salvata, Claire Bennet, e che Peter era andato lì proprio per impedire che Sylar la uccidesse. Durante l'interrogatorio di Claire (anche questo fallito), riconosce nel padre della ragazza l'uomo che lo ha rapito e i suoi sospetti vengono confermati quando lo vede andare al bar con l'Haitiano e, fra i fischi, l'unica parola che riesce a capire è "Sylar". Quindi, dopo due settimane di appostamenti, chiama l'FBI e fa setacciare l'edificio in cui lavora l'uomo per scovare il killer, ma non trovano niente e Audrey chiede di avere un altro partner. Matt giura al signor Bennet di fargliela pagare e lui, per tutta risposta, gli augura "buona fortuna". Matt torna a casa e decide di rivelare il suo segreto alla moglie.
Al lavoro,Matt viene richiamato dai suoi capi che vogliono sapere i motivi delle azioni delle ultime settimane e, in particolare, trovano che la sua storia sul "serial killer dotato di superpoteri" assurda. Matt si scoraggia quando sente da uno degli ufficiali che quella è, molto probabilmente, la fine della sua carriera e allora mente, dicendo essersi inventato tutto per risolvere un caso ed essere promosso: dopo aver sentito un altro pensare "non è un fanatico, è un bugiardo" viene sospeso per sei mesi. Dopo aver consegnato pistola e distintivo, Matt torna a casa, dove con i suoi poteri legge nella mente di Janice che è incinta. Matt allora trova lavoro come guardia del corpo. Il suo nuovo protetto è Aron Malsky, un uomo che ha rubato 2 milioni di dollari a Linderman. Malsky usa i soldi per comprare dei diamanti, ma il passaggio viene affrettato da Matt, che scopre telepaticamente dal gioielliere che sta arrivando un killer. Jessica, la seconda personalità di Niki Sanders, lavora per Linderman ed è stata ingaggiata per uccidere Malsky e il suo guardia del corpo. Dopo un duro scontro, Jessica butta Matt dalla finestra, ma questo, fortunatamente, atterra sull'insegna dell'hotel e sviene; quando si riprende, la polizia è già arrivata e lui vede Malsky tagliato in due. Racconta ai detective che c'erano due killer (grazie al suo potere, con grande sorpresa di Jessica, l'aveva sentita litigare con Niki). Ritrova i diamanti nascosti da Malsky, ma decide di non consegnarli alla polizia dopo aver sentito il detective pensare che non riesce nemmeno a lavorare in proprio.
Tempo dopo, Matt viene contattato da Ted Sprague (che è evaso dal camion blindato uccidendo tutte le persone al suo interno) e lo invita a recarsi nel cimitero dove è stata sepolta sua moglie. Sul posto, Matt incontra Ted e Hana Gitelman che hanno scoperto la connessione tra i segni sui loro colli e il signor Bennet. Ted vuole fargli confessare di avergli dato i loro poteri, ma ha bisogno dell'aiuto di Matt, per scoprire se mente o è sincero. Riluttante, Matt accetta. Quindi, Matt e Ted prendono in ostaggio Bennet e tutta la sua famiglia di ritorno dall'ospedale. Qui scopre che Claire, la cheerleader sfuggita a Sylar, è dotata del potere della rigenerazione spontanea, inorridendosi al pensiero che un padre trasformi la propria figlia in un mostro, e scopre che anche il ragazzo intervenuto per salvarla, Peter Petrelli, ha dei poteri. Per evitare che Ted uccida la signora Bennet per vendicare la moglie, Matt spara a Claire su incitamento mentale da parte della ragazza e di suo padre e la porta in camera sua prima che Ted si accorga del trucco. Allora accompagna il padre della ragazza nei suoi uffici a prendere i documenti che riguardano Ted e ritornano a casa accompagnati dall'haitiano, dove trovano Claire legata con la madre. Ted accusa Matt di tradimento, ma Bennet gli dice la verità: per curarlo dovrebbero ucciderlo. Quando arrivano gli uomini dell'Impresa a fermarli, Ted comincia a prendere fuoco e si avvicina ad esplodere. Matt, dopo aver provato inutilmente a calmare Ted, abbandona l'edificio ma vi rientra per tirare fuori Bennet, mentre Claire riesce di sedare Ted. Ted e Matt vengono imprigionati all'interno dell'Impresa da Thompson e anche Claire avrebbe subito la stessa sorte se l'Haitiano e suo padre non avessero inscenato un rapimento per farla scappare. Bennet si è fatto cancellare la memoria per dimenticare il piano di farla emigrare in Canada, ma dà abbastanza informazioni per farsi incastrare a Candice Wilmer, un'agente dell'Impresa che crea illusioni ottiche, che si era finta sua moglie. Matt, con l'aiuto di Bennet, riesce a evadere con lui e Ted, e si dirigono insieme a New York per distruggere il loro nuovo sistema di localizzazione.
Qui ritrovano Claire e Peter, che assorbe il potere di Ted, e decidono di far scappare Ted con loro. Matt e Bennet si dirigono nel palazzo di Linderman, dove si trova il sistema di localizzazione che Matt scopre essere Molly Walker, la stessa bambina che ha salvato da Sylar, e le promette che nessuno le farà del male e le chiede di trovare Sylar prima che faccia esplodere New York. Infine, cerca di fermare Sylar sparandogli, ma questi gli rimanda indietro i proiettili, ferendolo gravemente, lasciando quindi il compito agli altri "heroes".

### Seconda stagione - Volume due: Generazioni
Matt ha divorziato da Janice, ha adottato Molly Walker e adesso lavora come detective al Dipartimento di Polizia di New York. Leggendole il pensiero, scopre che Molly ha frequenti incubi su un uomo dotato di incredibili poteri mentali. Il suo primo caso riguarda l'omicidio di Kaito Nakamura e interroga Ando Masahashi e Angela Petrelli, che sa delle sue capacità telepatiche e lo prega di non leggerle il pensiero. Dall'interrogatorio, Matt scopre che qualcuno ha ucciso Kaito per vendicarsi e che, poco dopo, cerca di uccidere anche Angela, che si costituisce per l'omicidio di Kaito dopo il ricovero in ospedale. Matt e Nathan però sanno che non è così e decidono di indagare per conto loro, scoprendo che sia Kaito che Angela sono soggetti avanzati e che hanno fondato la Compagnia. Matt riconosce tra i fondatori anche suo padre Maury e decide di ritrovarlo, scoprendo che è proprio lui "l'uomo nero" che disturba i sogni di Molly. Questa cerca di rintracciarlo, ma cade in coma, scoprendo prima che si sta nascondendo a Philadelphia.
Matt e Nathan ritrovano Maury, e Matt scopre che anche il padre che lo ha abbandonato a soli tredici anni è telepatico. Maury però è anche in grado di controllare i pensieri degli altri: infatti, crea a Nathan una visione di sé stesso subito dopo l'esplosione che lo ha visto coinvolto e a Matt una visione di sé stesso in prigione confortato da Janice e dal figlio che si è scoperto essere dell'amante di Janice. Matt riesce a uscirne, aiuta Nathan e insieme scoprono che il prossimo bersaglio è Bob Bishop, l'attuale presidente dell'Impresa. In seguito, Matt e Nathan avvertono Bob e organizzano una piccola resistenza, composta da loro tre più Mohinder Suresh e Niki Sanders. Inoltre Bob gli dice che lui è l'unico che può fermare Maury. Matt va da Molly e si scusa con lei, confessandole le sue paure, capendo che lei può ancora sentirlo. Improvvisamente si ritrova nella sua vecchia casa e incontra Molly, imprigionata nella casa, e sfida suo padre nella mente della bambina. Maury e Matt si sfidano e, dopo qualche difficoltà, Matt sconfigge suo padre richiudendolo nella casa e libera Molly che si risveglia, riabbracciando Matt, mentre ora è Maury a giacere in coma sul pavimento.
Ben presto, Matt sviluppa la sua telepatia fino ad arrivare a un controllo della volontà simile a quella di suo padre. Dopo aver fatto allungare il tempo a disposizione per le sue indagini, interroga di nuovo Angela Petrelli, scoprendo che l'assassino di Kaito Nakamura è Adam Monroe e che ha trovato l'ultima persona nella foto. Però Angela ha promesso alla donna che non avrebbe rivelato la sua identità e quindi manda via Matt.
In seguito Matt vola in groppa a Nathan a Odessa (in Texas) e tenta di persuadere Peter a fermare Adam, ma senza successo. A convincere Peter ci penserà quindi il fratello Nathan.

### Terza stagione

#### Volume tre: Criminali
All'inizio della terza serie Matt, insieme a Peter Petrelli, cerca di scovare colui che ha sparato a Nathan mentre pronunciava il suo discorso. Si scopre subito che a premere il grilletto è stato il Peter del futuro, venuto per cambiare il corso degli eventi. Egli, dopo aver sparato, ha nascosto l'arma in un ripostiglio poco lontano dal luogo dell'accaduto e, dopo aver rinchiuso Peter del presente nel corpo di un "Criminale", Jesse Murphy, ritorna a prendere la pistola, venendo però scoperto da Parkman. A questo punto viene spedito in Africa attraverso il teletrasporto, dove incontra un indigeno del luogo, il quale sembra sapere tutto di lui. Infatti questi ha la stessa abilità di Isaac Mendez, ovvero quella di predire il futuro attraverso i dipinti. L'unico soggetto delle divinazioni dell'individuo è solo Matt Parkman, sin da quando era un bambino.
Nel quarto episodio, scopriamo che nel futuro è sposato con Daphne Millbrook e hanno una figlia di nome Danielle, sorella di Molly che è stata nel frattempo adottata dalla coppia.
Durante un agguato a casa Bennet dove Daphne, Claire e Knox cercano di uccidere il Peter del presente, Daphne morirà in seguito all'esplosione causata da Sylar, dopo l'uccisione del figlio Noah, causata da Knox.
Matt, che grazie ad una particolare bevanda preparata da Usuntu ha assistito alla scena vedendo il futuro decide di mettersi sulle tracce della biondina per salvarla, Usuntu gli affida una tartaruga come animale guida e lo lascia partire. Giunto all'aeroporto il detective incontra proprio Daphne Millbrook, che per ordine della Pinehearst è stata mandata a prelevarlo. Matt le rivela del loro destino e della sua visione, questa non gli crede e, scambiandolo per pazzo fa per andarsene, quando Matt la ferma dicendogli il nome della loro futura figlia, Danielle, che è, effettivamente il nome della nonna di Daphne. A questo punto lei si convince delle sue parole ma gli rivela che ora il suo capo (Maury Parkman) li sta tenendo d'occhio e che lavora per persone pericolose, così se ne va.
In seguito viene nuovamente raggiunto dalla donna che gli rivela che i suoi capi lo vogliono morto, e che se non lo ucciderà sarà lei a morire. Matt cerca di consolarla e le dice che non lo permetterà; difatti quando sul posto giunge Benjamin Knox Matt crea un'illusione che fa credere all'aggressore di averli uccisi entrambi. Passato il pericolo scioglie l'illusione e Daphne, dopo averlo ringraziato lo bacia. Matt è però ignaro che la donna stia facendo il doppio gioco e che quella sia solo una messa in scena.
Rimanendo convinto delle sue buone intenzioni la porta con lui alla Pinehearst, dove tenterà di risvegliare Angela. Durante il viaggio nella mente della donna scoprirà la verità su Daphne, e quando questa gli chiederà di condividere la visione egli replicherà brutalmente, al che, lei non potrà fare altro che rivelare le sue intenzioni, ammettendo però di essere realmente pentita e di provare per lui un sentimento autentico.
Matt, convinto della buona fede di Daphne allora, risvegliata Angela, la porta nuovamente con sé alla ricerca di Hiro e Ando. Tuttavia lei, notando la poca fiducia che Matt e Ando hanno ancora nei suoi confronti fugge arrabbiata ed allora Matt, comprendendo di essersi comportato male, la raggiunge a casa sua proprio durante l'eclissi che lo impossibiliterà all'utilizzo dei suoi poteri di persuasione. Fortunatamente per lui Daphne decide di riceverlo comunque, mostrandogli dunque le condizioni in cui verserebbe senza i suoi poteri. Matt, rattristato delle condizioni di Daphne, tenta di convincerla inutilmente che le sue condizioni non dipendono da Arthur, ma essa non lo ascolta e lo caccia. Recatosi poi ad un negozio di fumetti con Hiro e Ando, l'uomo scoprirà che Daphne tornerà presto a correre e dunque, alla fine dell'eclissi trova la donna nei campi di grano nuovamente eretta, i due si ricongiungono ed ella passa definitivamente dalla parte dei buoni.
In seguito, Matt, insieme a Daphne e Ando tenterà di salvare Hiro rimasto bloccato nel passato. Grazie all'aiuto di Ando, che otterrà un potere sintetico, il gruppo riuscirà nell'impresa ed in seguito si recheranno a distruggere la formula alla Pinehearst.

#### Volume quattro: Fuggitivi
Rivediamo Matt nel quarto volume che convive con l'amata Daphne in un appartamento a New York; dove lavora di nuovo come guardia del corpo mentre la donna è una fattorina. I due hanno diverse discussioni sull'usare i propri poteri per il loro lavoro: per Daphne è giusto; mentre per Matt è sbagliato.
Mentre è a casa da solo ha una visione di Usutu, il quale gli comunica che è il nuovo prescelto; da allora sarà lui a dipingere il futuro. Matt inizialmente è scettico ma poi, cade in trance e dipinge se stesso insieme a Claire; cosa che poi si avvera, dato che la cheerleader entra nell'appartamento dell'uomo per avvertirlo del pericolo imminente. Sfortunatamente però è tardi ed i due vengono raggiunti dai federali che li narcotizzano e li catturano. Siccome però Claire gode di un "lasciapassare" che impedisce ai federali di nuocerle in quanto figlia del loro capo Nathan Petrelli, solo Matt viene tenuto prigioniero e portato a bordo dell'aereo per essere trasferito in un carcere speciale. Ma il volo viene dirottato e fatto precipitare da Claire e Peter.
In seguito all'impatto Matt si troverà a fuggire dai soldati che gli danno la caccia; a lui si affiancano Hiro e Mohinder. I tre trovano rifugio in una roulotte e qui Matt ha nuove divinazioni in cui disegna Hiro che difende una ragazza in India e Daphne colpita da un proiettile; preoccupato si reca sul posto dell'impatto dove arriva troppo tardi per impedire ai federali di ferire l'amata; infuriato li ucciderà tutti con il suo potere e si unirà al gruppo di ribelli di Peter insieme a Mohinder.
I tre riusciranno a catturare Noah Bennet ed interrogarlo, riuscendo anche a rifornirsi di documenti, soldi ed armi nel magazzino dell'uomo ed a scoprire la mente a capo dell'operazione: un uomo di nome Danko. Inoltre Matt scopre che la sua Daphne è ancora viva. I ribelli saranno tuttavia localizzati e solo lui e Peter riusciranno a sottrarsi all'arresto.
Rifugiatisi nel loft di Isaac; in seguito Matt avrà un'altra divinazione che mostra se stesso con addosso delle bombe.
Il tempo di domandarsi il significato di tale visione tuttavia non c'è; in quanto poco dopo ricevono da "Rebel" le direttive per entrare nell'edificio 26. Qui riescono a sottrarre diverse informazioni, come la vera locazione di Daphne e, soprattutto un video che potrebbe mettere in cattiva luce il governo americano. Quando vengono accerchiati Peter ricorre al ricatto per fuggire, tuttavia il suo piano fallisce ed il giovane riesce a fuggire solo copiando nuovamente i poteri di Nathan, mentre Matt rimane in balia dei governativi.
Sebbene la vittoria sia loro dato che il video sottratto da Peter finisce in diretta televisiva mondiale.
Matt, prigioniero e drogato viene travestito da terrorista e lasciato da Danko in un parco di Washington; da tale spinosa situazione uscirà solo grazie all'aiuto di Nathan; il quale disinnescherà la bomba; il prezzo da pagare per l'uomo è tuttavia venire nuovamente catturato.
In seguito riuscirà a fuggire grazie all'evasione di gruppo architettata da Tracy, insieme a Mohinder ed all'amata Daphne. Il gruppo si separa da Tracy una volta usciti e l'ex detective porta Daphne in ospedale dove, grazie ai suoi poteri illusori viene curata senza troppe domande. I dottori tuttavia non riescono a fare nulla per lei, ed allora Matt entra nella sua mente per darle in sogno una morte dolce; la ragazza si accorge tuttavia che Matt la sta illudendo, e comprende anche perché; chiederà allora due ultimi desideri all'amato: vedere la Torre Eiffel e viaggiare sulla luna. Matt esegue e, poco dopo, lei muore.
Matt privato della sua ragione di vita deciderà di torturare e far soffrire Danko; grazie al suo potere scoprirà la persona più cara all'uomo: una giovane donna di nome Alena con cui il cinico cacciatore di soggetti avanzati porta avanti una relazione da molto tempo. Scopre però che Danko non ha mai raccontato la verità alla donna ed allora fa in modo che davanti a lei il cacciatore riveli tutto il male che ha fatto; deciderà infine di ucciderla per portarlo alla sua stessa disperazione, ma si scoprirà incapace di un gesto tanto vile. In quel momento il tempo si ferma e Matt viene teletrasportato fuori da Hiro, il quel gli presenta il figlio Matt jr. dando dunque all'uomo un nuovo motivo per vivere.
In seguito Matt deciderà di non seguire i due giapponesi ma di voler fuggire con la sua famiglia per essere al sicuro e ricominciare tutto. Raggiungerà dunque Janice, ma scoprirà di avere dietro dei soldati, grazie ai suoi poteri illusori farà comunque fuggire l'ex moglie ed il figlio, promettendo di tornare da loro dopo aver regolato un conto in sospeso.
Si recherà dunque a Washington per far finire la caccia ai soggetti avanzati, qui incontrerà Angela Petrelli e Noah Bennet ed insieme a loro si recherà verso l'ufficio di Nathan. I tre arriveranno però troppo tardi, l'uomo è già morto nello scontro con Sylar. Grazie a Peter però, il killer verrà catturato ugualmente ed è allora che Angela e Noah convinceranno Matt a fare il lavaggio del cervello all'uomo per convincerlo di essere Nathan. L'uomo è restio inizialmente, ma poi si convince ed attua l'operazione che sembra avere successo, in seguito il gruppo brucerà un finto corpo di Sylar davanti agli altri e solo lui, Angela e Noah sapranno cosa è realmente accaduto.

### Quarta stagione - Volume cinque: Redenzione
Dopo aver svolto il lavaggio del cervello su Sylar, Matt ha deciso di non usare mai più i suoi poteri telepatici, nemmeno nel suo lavoro di detective. Tuttavia è tormentato dalle continue apparizioni del killer, che si insinua sempre più nella sua mente, come se ne fosse rimasto un residuo. L'uomo arriva addirittura a partecipare a delle sedute terapeutiche per ex tossici, ma nonostante tutto Sylar, annidato dentro di lui come un uccello tentatore lo spinge ad usare il suo potere.
Durante un'indagine, Sylar interferirà più violentemente con la vita di Matt portandolo tramite allucinazioni a vedere prove che non esistono e che lo porteranno a malmenare un innocente di fronte a un suo superiore, il quale lo minaccerà di sospenderlo. Non potendosi permettere questo Matt userà il suo potere di persuasione per convincere il capo a non farlo. Sylar osservandolo si dirà contento poiché più Matt usa i suoi poteri, più lui prenderà il sopravvento.
Di lì a poco difatti il killer incomincerà a prendere sempre più di frequente il possesso del corpo di Matt, perfino quando questi fa l'amore con sua moglie. Furioso Matt decide di liberarsi di Sylar in un modo o nell'altro e, resosi conto che l'alcol allontana la voce del killer dalla sua testa, inizia a bere fino ad ubriacarsi e poi va avanti finché Sylar diviene una voce tenue e distante. Alla fine Matt cade a terra stremato, sicuro di essersi sbarazzato del problema. Tuttavia l'uomo ignora che sia soltanto una macchinazione precedentemente programmata dal killer, difatti al risveglio, è Sylar ad avere il controllo del corpo di Matt, mentre il detective è solo una voce nella sua testa. Forte di questa situazione, il killer raggiunge una tavola calda e minaccia di uccidere tutte le persone al suo interno se Matt non gli rivelerà dov'è il suo corpo. Il poliziotto rivela a Sylar della sostituzione mentale ordita da Angela Petrelli, a questo punto il killer è deciso a vendicarsi, ma Matt lo ha costretto tramite la mente a scrivere di essere un killer sul tavolo su cui ha mangiato, così i proprietari chiamano la polizia, la quale in pochi secondi circonda il corpo posseduto di Matt. Quando il killer chiede spiegazioni Matt gli risponde che è pronto a sacrificarsi pur di fermarlo, quindi con uno sforzo immane costringe il suo corpo a muoversi per farsi sparare dagli agenti e cadere a terra ferito.
Per sua fortuna però, l'assistenza medica non tarda a venire.
Nal suo letto d'ospedale Matt viene in seguito visitato dai fratelli Petrelli; e Peter lo curerà con il neo-assorbito potere guarente. In seguito l'uomo, esasperato dalla costante presenza di Sylar rivelerà ai due dell'omicidio di Nathan Petrelli e di ciò che fece per occultarlo. I fratelli non hanno il tempo di capacitarsene che un'agente di sicurezza penetra nella stanza sbalordito dalla presenza dei visitatori non autorizzati. Nella colluttazione che ne segue Nathan (che in realtà è Sylar) tocca la mano di Matt ed il killer non esita ad approfittare del momento per ricongiungere la sua mente al suo corpo volando via poco dopo.
In seguito Matt si serve dei suoi poteri per uscire dall'ospedale senza essere notato e, triste del fatto che Sylar l'abbia infine avuta vinta ma felice di essersene liberato, ritorna a casa dall'ex moglie e dal figlio.
Più avanti verrà contattato da Noah per aiutarlo a stanare Samuel, e grazie al suo potere l'uomo dagli occhiali bordati di tartaruga interrogherà Vanessa, la vecchia fiamma del giostraio per fare cadere in trappola l'uomo. Tuttavia il piano di Bennet fallirà ed essa verrà rapita; infuriato Matt dice a Noah di non contattarlo mai più.
Però Sylar si presenta a casa sua e gli chiede di togliergli i poteri che lo hanno trasformato in un serial killer, minacciandolo che se non l'avesse aiutato avrebbe ucciso sua moglie. Matt gli dice che l'avrebbe aiutato se avesse lasciato fuggire Janice. Lui accetta e Parkman prova con i suoi poteri ad aiutarlo, ma invano. Sylar allora approfitta del ritorno della moglie per minacciarlo. Parkman riesce a calmarlo e riprova, ma invece di togliergli i poteri li nasconde da qualche parte nel suo corpo e lo rinchiude dentro ad un suo incubo (come aveva fatto il padre di Parkman con lui). Mentre Sylar è intrappolato nell'incubo, Matt prende il suo corpo e lo mura vivo in un angolo della cantina. Viene fermato da Peter Petrelli che interviene prendendogli il potere della telepatia. Peter gli dice che Sylar è l'unico che può salvare Emma, dicendo questo lo tocca ed entra nel suo incubo per liberarlo.
In seguito l'uomo viene attaccato in casa sua da Eli (il soldato di Samuel capace di moltiplicarsi) e verrà soccorso proprio dai risvegliati Peter e Sylar. L'uomo sarà riluttante a lasciar fuggire Sylar seppur per salvare il mondo come programmato da Peter, tuttavia quest'ultimo gli dice che nell'illusione ha passato un periodo simile a cinque anni col killer e crede sia cambiato. Alla fine Matt deciderà di lasciarli andare.

## Heroes Reborn
Adesso Matt lavora per la Renautas, un'impresa gestita dalla spietata Erica Kravid, tra l'altro Janice lo ha lasciato portando via con sé il loro bambino. Il personaggio è molto cambiato, diventando spietato e insensibile, servendo la Renautas gestisce come direttore una sorta di istituto psichiatrico dove la Renautas fa rinchiudere i soggetti avanzati che cattura, e Matt con la telepatia controlla le loro menti per renderli più docili e asservirli. Matt, dal suo punto di vista, si considera un benefattore perché piegando le menti dei soggetti avanzati al suo volere le libera dai loro tormenti dando un falso senso di pace, arrivando a covare l'illusione che le persone internate lì lo amino. Matt ha iniziato a lavorare per la Renautas allo scopo di salvare se stesso e la sua famiglia dalla tempesta solare che a breve spazzerà via l'umanità, ma Erika è riuscita a creare in una Terra futuristica un rifugio per i pochi prescelti promettendo a Matt che avrebbe portato lì anche lui, la moglie e il figlio; però il telepate avendo intuito che mente rapisce sua figlia Taylor (la quale è incinta) e con i suoi poteri la spinge a tentare il suicidio, quindi Erika scende a patti con lui e gli dà tre "lasciapassare". Matt, in auto, corre da Janice e dal loro bambino ma a causa della tempesta solare, una scossa di elettricità lo fa finire fuoristrada, l'auto finisce su un fiume e la corrente porta via i lasciapassare, infine Matt, rassegnato, finisce col sfogare la sua rabbia con una risata isterica quasi a rimarcare la sua frustrazione avendo nuovamente fallito nel tentare di riscattarsi agli occhi della sua famiglia.

## Poteri e abilità
Matt ha il potere della telepatia, ovvero la capacità di sentire i pensieri altrui. Questa abilità gli permette di leggere anche la mente di molte persone contemporaneamente, permettendogli di capire le reali intenzioni delle altre persone. È proprio grazie a questa abilità infatti, che riesce ad ottenere la promozione a detective nella seconda stagione.
Sempre nella seconda stagione, Matt scopre di essere anche in grado di pilotare i pensieri degli altri, di modo da convincere chiunque ad obbedirgli. Ma il lato più incredibile e spaventoso di tale abilità è di poter proiettare i suoi pensieri a un'altra persona sotto forma di incubo di modo da creare illusioni e sovvertire il potere del padre. Matt può inoltre vedere gli incubi altrui ed entrarvi proiettandovisi in maniera astrale. Liberando Molly dal potere di Maury Parkman e chiudendolo a sua volta nel suo incubo dimostra inoltre di essere di gran lunga più abile di Maury stesso. Matt a volte non è in grado di controllare la sua abilità e viene sommerso da una quantità enorme di pensieri che gli causano forti mal di testa. Nella terza stagione dimostra un'ulteriore espansione dei suoi poteri, acquisendo l'abilità che avevano Isaac Mendez e Usutu, cioè la divinazione artistica.